# Phanetta subterranea
Genre
Espèce
Synonymes
- Linyphia subterranea Emerton, 1875

Phanetta subterranea, unique représentant du genre Phanetta, est une espèce d'araignées aranéomorphes de la famille des Linyphiidae.

## Distribution
Cette espèce est endémique des États-Unis. Elle se rencontre dans les grottes d'Indiana, de Pennsylvanie, de Virginie-Occidentale, de Virginie, du Kentucky, du Tennessee et d'Alabama.

## Description
Les mâles mesurent de 1,55 à 1,8 mm et les femelles de 1,75 à 2,0 mm.

## Publications originales
- Emerton, 1875 : Notes on spiders from Caves in Kentucky, Virginia and Indiana. American Naturalist, vol. 9, p. 278-281.
- Keyserling, 1886 : Die Spinnen Amerikas. Theridiidae. Nürnberg, vol. 2, p. 1-295 (texte intégral).